# European Softball Federation
European Softball Federation, (franska:  Fédération Européenne Softball, (ESF) är de som ordnar med organiserad softboll i Europa. Idrottsförbundet bildades 1976, av Belgien, Frankrike, Italien, Nederländerna och Västtyskland.
Bland tävlingar som organiseras av förbundet finns Europamästerskapet i softboll för herrar och Europamästerskapet i softboll för damer.